# Мехед, Владимир Михайлович
Мехед Владимир Михайлович (24 марта 1924 года, г. Майкоп, Адыгейская автономная область — 7 января 1998 года, г. Майкоп)  — российский художник, член Союза художников СССР с 1970 г., Заслуженный художник Республики Адыгеи.

## Биография
Родился 24 марта 1924 года, в г. Майкоп, Адыгейская автономная область в семье сапожника. 
В 1942 году призван в ряды Советской армии. В годы Великой Отечественной войны служил в кавалерийском полку, был назначен командиром кавалерийского отделения, обеспечивающего передовую продовольствием и боеприпасами. В 1947 году демобилизован в воинском звании гвардии младшего сержанта.  
После войны вернулся в г. Майкопе, работал, учился в вечерней школе, женился, родилась дочь. В 1953 году с семьёй переезжает в г. Краснодар и поступает в Краснодарское художественное училище. Учебу совмещает с работой художника-оформителя на автотранспортных предприятиях г. Краснодара. Всё свободное время посвящает пленэрам.  
В 1957 году окончил училище, вернулся в г. Майкоп. 
С 1957 года вплоть до своей смерти в 1998 году работал в Адыгейских художественных мастерских (г. Майкоп).
С 1966 года по 1968 год руководил ИЗО студией при областном Доме народного творчества (г. Майкоп).
До последних дней художник занимался творчеством в своей мастерской. 
Умер 7 января 1998 года в г. Майкопе.

## Творчество
Стремление к творчеству прослеживалось у Владимира Мехеда еще в детстве. Азы рисования он осваивал самостоятельно, копируя понравившиеся картинки. Приступить к профессиональному образованию живописи Владимир Мехед смог уже в возрасти 28 лет. Ему повезло учиться в Краснодарском художественном училище у известных художников-педагогов Аветисьяна Г. А., Калягина П. С., Тевторадзе В.В., оказавших влияние на его творческое становление. 
Творчество Владимира Мехеда охватывает разные жанры: композиция, портрет, пейзаж, натюрморт. Но отдельно стоит выделить его пейзажи. Пейзаж Мехед считал главным в большом искусстве, оттачивал его технику на протяжении всего творческого пути. Именно в этом жанре Мехед был высоко оценен художниками и искусствоведами. Еще при жизни художник был назван «мастером ночного пейзажа», «мастером горного пейзажа». Картина В.М. Мехеда «Весна» (1966 г.) вошла в краткую художественную энциклопедию «Искусство стран и народов мира». 
В поисках натуры художник совершал многочисленные творческие поездки по стране. Он неоднократно посещал творческие дачи: «Академическую дачу имени И. Е. Репина» в г. Вышнем Волочке, ДТ «Горячий Ключ» в г. Горячем Ключе, ДТ «Сенеж» в пос. Гузерипль, творческую дачу в Теберде.  
Работы Владимира Мехеда хранятся в собраниях Краеведческого музея г. Треворны (Италия),Краснодарского краевого художественного музея имени Ф. А. Коваленко, Краснодарского краевого выставочного зала изобразительных искусств, Северокавказского филиала Государственного музея искусства народов Востока (г. Майкоп), Сочинского художественного музея, Картинной галереи г. Кореновска, Картинной галерее РПЗ «Красноармейский» им. Майстренко, прочих музеях России, в частных коллекциях в России и за рубежом.

## Выставки
В 1956 году состоялась первая выставка с участием работ Владимира Мехеда, на тот момент еще студента Краснодарского художественного училища. Начиная с этого момента  по 2011 год художник активно участвовал в выставках краевого, зонального, республиканского, всероссийского, всесоюзного, международного значения. 
В 1968 году участвовал в международной выставке за рубежом (г.Тревон, Италия). После выставки одна из картин автора («Адыгейский натюрморт»)была приобретена краеведческим музеем Тревона. 
Работы Владимира Мехеда активно выставляются и после его смерти. Персональные выставки в память о художнике проведены: в 2011 году в Художественной галерее «САНТАЛ» (г. Краснодар); в 2012 году в Законодательном Собрании Краснодарского края, в 2014 году в Художественной галерее «САНТАЛ» (г. Краснодар); в 2014 году в Картинной галере г. Майкопа.

## Общественная деятельность
С 1967 года по 1975 год возглавлял Адыгейское отделение Краснодарской организации Союза художников РСФСР, избирался председателем художественного совета, входил в состав Краснодарского выставкома. 
В 1971 году избирался депутатом Майкопского городского совета. 
В 1972 году был делегатом III съезда Союза художников РСФСР 
В 1973 году был делегатом IV съезда Союза художников СССР.